# Джером Геллман
Джером Геллман (англ. Jerome Hellman; 4 вересня 1928, Нью-Йорк — 26 травня 2021, Егремонт, округ Беркшир, Массачусетс) — американський кінопродюсер.

## Життєпис
Народився 4 вересня 1928 року в єврейській родині у Нью-Йорку. Розпочав кар'єру як агент по талантах в агентстві Ashley/Steiner, і скоро організував власне агентство Jerome Hellman Associates, яке представляло інтереси деяких відомих режисерів, письменників та продюсерів «золотої доби» ефірного телебачення.
Перші кроки в продюсуванні Геллман зробив, отримавши посаду виконавчого продюсера від свого клієнта президента і продюсера Вортінгтона Майнера в останні дні існування компанії Unit Four Productions, де в той час співпрацювали Джордж Рой Гілл, Франклін Шаффнер і Філдер Кук, створюючи одногодинні драми у прямому ефірі на NBC. Пізніше Гілл, Шаффнер і Кук перейшли до режисерської роботи в «Playhouse 90», який був першим 90-хвилинним телевізійним драматичним серіалом нової студії CBS на західному узбережжі.
1959 року Геллман ліквідував своє агентство талантів і зайнявся виключно виробництвом кінофільмів.  Співпрацюючи з Джорджем Роєм Гіллом, він випустив свій перший фільм «Світ Генрі Орієнта» (1964) з Пітером Селлерсом, Анджелою Ленсбері та Томом Бослі у головних ролях.
У наступні 25 років він зняв ще шість художніх фільмів: «Прекрасне безумство» (1966) з Шоном Коннері, Джоан Вудворд і Джин Сіберг у головних ролях; «Опівнічний ковбой» (1969) з Дастіном Гоффманом і Джоном Войтом; «День сарани» (1975) з Дональдом Сазерлендом, Карен Блек, Берджессом Мередітом й Вільямом Атертоном; «Повернення додому» (1978) з Джейн Фонда, Джоном Войтом та Брюсом Дерном; «Обіцянки у темряві» (1979, Геллман також виступив режисером фільму) з Маршею Мейсон та Недом Бітті; «Берег москітів» (1986) з Гаррісоном Фордом, Гелен Міррен та Рівером Феніксом.
Його співпраця з режисером Джоном Шлезінгером і сценаристом Волдо Солтом в постановці «Опівнічного ковбоя» принесла сім номінацій на премію «Оскар», перемігши у трьох з них — найкращий фільм, найкращий режисер та найкращий сценарій. Ця творча команда протрималася до «Дня сарани» і ранніх стадій виробництва «Повернення додому».
Фільм «Повернення додому», режисером якого виступив Гел Ешбі, отримав вісім номінацій на премію «Оскар», включаючи премію за найкращий фільм. Премії отримали Джон Войт (найкращий актор), Джейн Фонда (найкраща акторка) та Волдо Солт, Роберт К. Джонс і Ненсі Дауд (найкращий оригінальний сценарій).
1995 року Геллман був членом журі 19-го Московського міжнародного кінофестивалю.
Джером Геллман помер 26 травня 2021 року в себе вдома в місті Егремонт, округ Беркшир, штат Массачусетс, після тривалої хвороби в 92-річному віці.

## Фільмографія
Продюсер
- 1964 — Світ Генрі Орієнта (англ. The World of Henry Orient)
- 1966 — Прекрасне безумство (англ. A Fine Madness)
- 1969 — Опівнічний ковбой (англ. Midnight Cowboy)
- 1975 — День сарани (англ. The Day of the Locust)
- 1978 — Повернення додому (англ. Coming Home)
- 1979 — Обіцянки у темряві (англ. Promises in the Dark)
- 1986 — Берег москітів (англ. The Mosquito Coast)

Режисер
- 1979 — Обіцянки у темряві (англ. Promises in the Dark)

Актор
- 1979 — Бути там (англ. Being There) — Гері Барнс

## Нагороди та номінації
Оскар
- 1970 — Найкращий фільм (Опівнічний ковбой).
- 1979 — Номінація на найкращий фільм (Повернення додому).